# フェニックスシティ (アラバマ州)
フェニックスシティ（Phenix City）は、アメリカ合衆国アラバマ州の都市。ラッセル郡の郡庁所在地である。人口は3万8817人（2020年）。市域の北部はリー郡に入っている。

## 概要
フェニックスシティは州境のチャタフーチ川（en:Chattahoochee River）に面している。対岸のジョージア州コロンバスと歴史的に関係が深いため、時間帯は非公式に東部標準時を使用している。
2020年アメリカ合衆国国勢調査によれば、市の人口の46パーセントはアフリカ系アメリカ人だった。

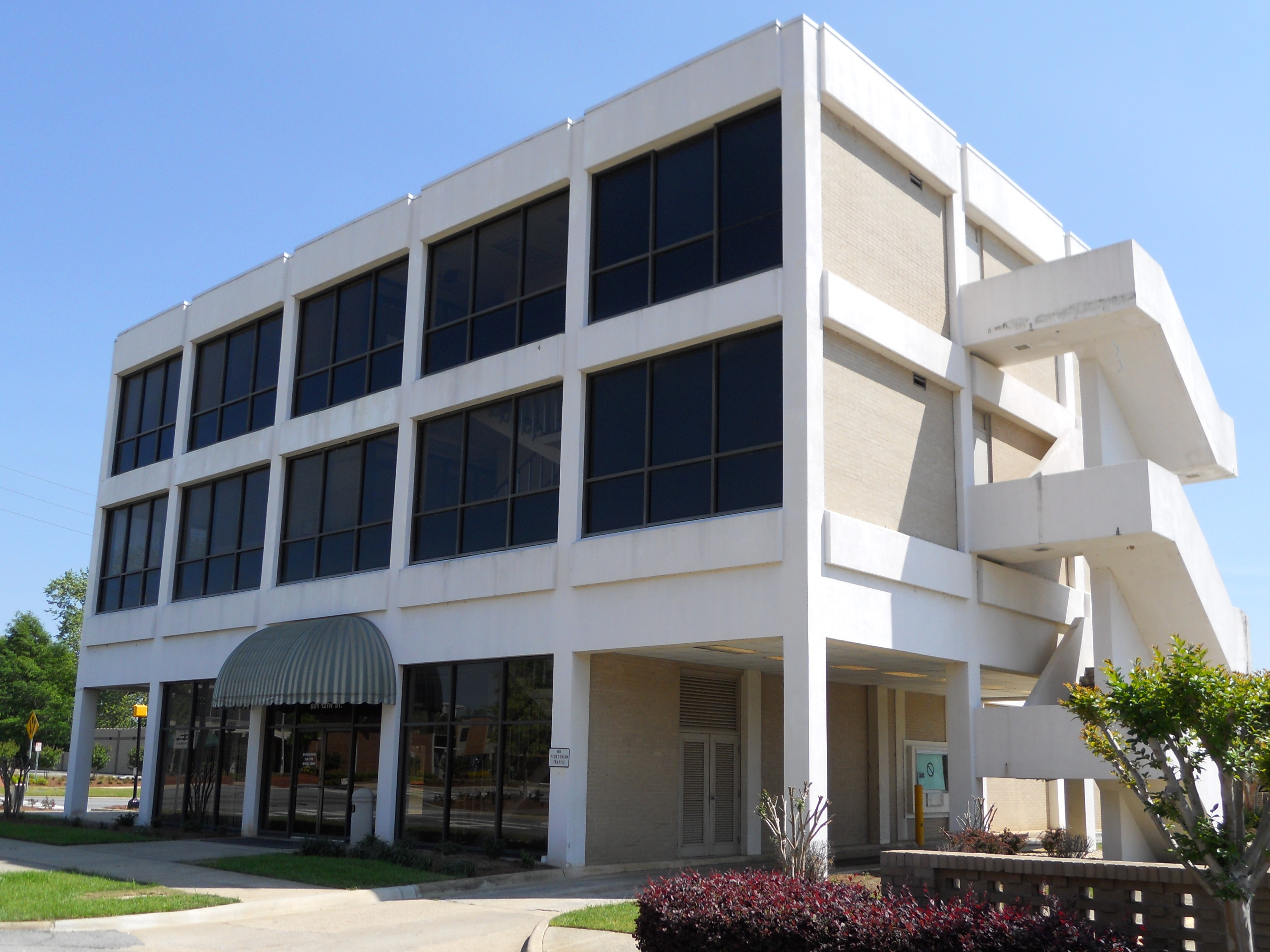
市役所